# Lisburn (distrito)
Lisburn é um dos 26 distritos de Ulster (Irlanda do Norte), no Reino Unido, com 447 km², 111.521 habitantes e uma densidade populacional é de 330,5 /km² (2005). Sua capital é a cidade de Lisburn, a maior do distrito. Algumas de suas cidades mais importantes são Lisburn, Dundonald, Carryduff, Moira e Hillsborough. 
Criado em 1974, o concelho era o segundo maior na Área Metropolitana de Belfast. Era a segunda maior área de concelho na Irlanda do Norte, com mais de 120.000 pessoas e uma área de 174 milhas quadradas (450 km²) no sudoeste de Antrim e noroeste de Down.